# Logis des Tuffades
Le Logis des Tuffades est une maison située à Sœurdres, en France.

## Localisation
Le logis est situé dans le département français de Maine-et-Loire, sur la commune de Sœurdres

## Description
Le manoir des Tuffates, appelé après la division du domaine la Haute Tuffade, faisait partie d’un ensemble plus important comprenant la métairie appelée, depuis cette même division, Basse Tuffade, quatre jardins, un lieu-dit Les Fossés Neufs, etc. Le manoir comprend le logis noble (rez-de-chaussée, étage noble et grenier) et deux ailes de chaque côté. À gauche, l’ancienne cuisine du XVIIe siècle où l’on observe encore les fours à pain et à pâtisserie et à droite une ancienne étable d’époque similaire. Il comprend aussi des anciennes soues, bergerie et poulailler bâtis au XIXe et une autre ancienne étable surmontée d'une grange à foin ou à grain érigée au XVIe. De l’autre côté du chemin, en face du logis, une pièce d’eau au tiers pavé.

## Historique
La seigneurie des Tuffates appartient à un conseiller au Parlement de Bretagne, François Lefebvre Seigneur de Laubrière (mort le 31 mai 1584). D'abord clerc tonsuré, il gravit les échelons en droit civil et canonique et devient avocat au présidial d'Angers. Il rédige un ouvrage dédié aux coutumes angevines, Beaux commentaires sur la coutume d'Anjou. Il est blessé lors d'une inspection des remparts avec le Sieur de Puy-Gaillard. Le logis des Tuffates est légué à son fils, Jean Lefebvre (mort le 21 mai 1589) sous-lieutenant à la prévôté d'Angers et conseiller du roi puis conseiller au Parlement de Bretagne. Son fils, Jean-Baptiste Lefebvre, conseiller au Parlement de Paris, est seigneur des Tuffates en 1631 jusqu'en 1673. Ce dernier est le grand-père de Charles-François Lefebvre de Laubrière (1688-1738), évêque de Soissons.

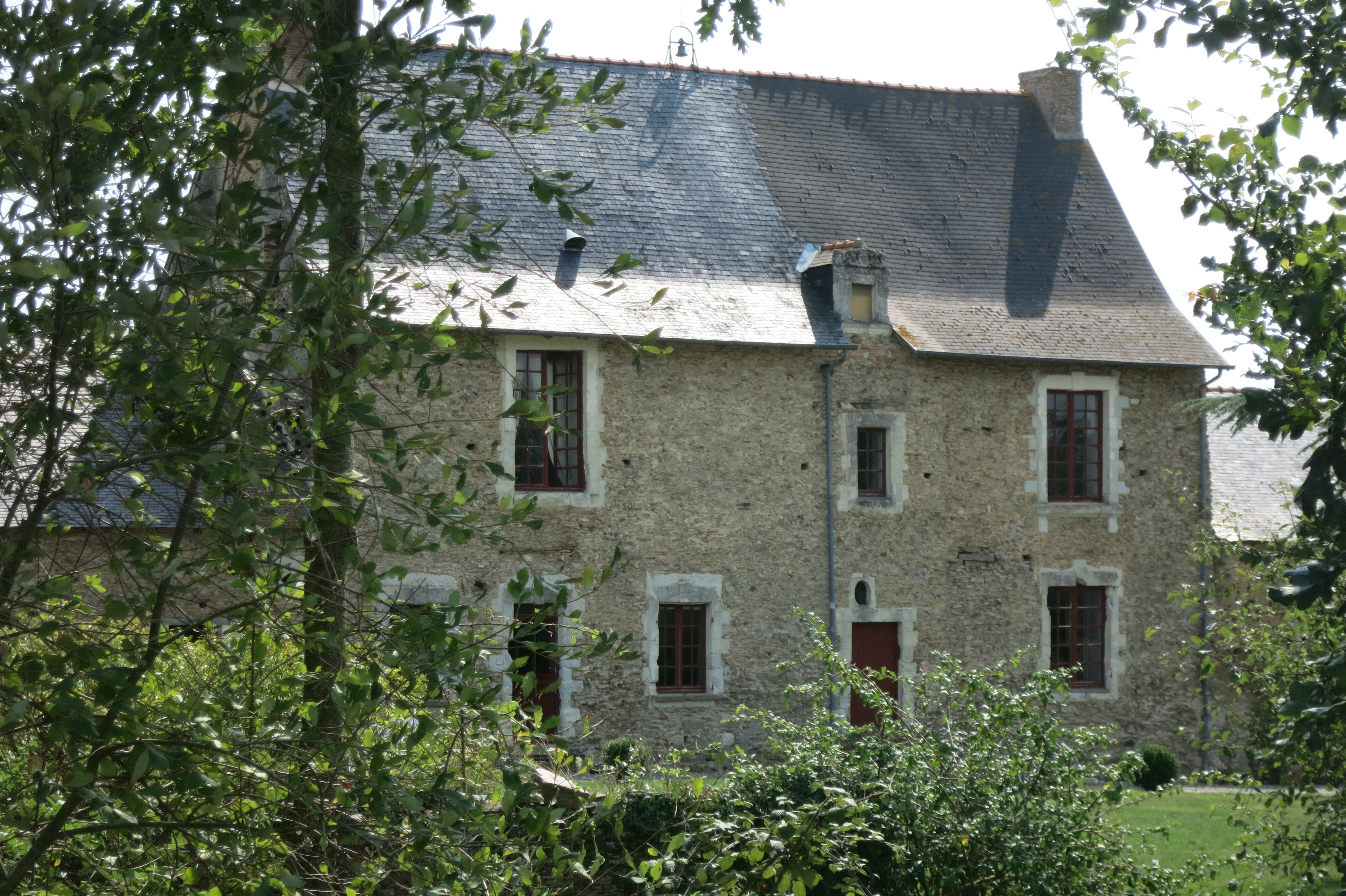
Vue du Logis

La construction du logis remonterait à la fin du XVe (escalier à vis en bois intérieur et fenêtres à traverses étroites à l’étage noble), à la charnière entre l'art gothique et celui de la Renaissance, époque où l'on bâti des résidences de plaisance. Le logis de type traditionnel comprenait alors deux grandes pièces par niveau avec un cabinet entre les deux. Des cheminées se placent de part et d'autre de la maison le long des pignons, cheminées de la première Renaissance qui ont pu être raccourcies au XVIIe, petites cheminées chères à Madame de Sévigné. On remarque la présence de trous de boulins pouvant être soit une série d'appui pour une corniche du XVIIe, soit une fuie (XVe ?) intégrée au mur de la façade ouest redécouverte lors de la deuxième campagne de restauration, commencée en 2013.
Au XVIe siècle, il semble y avoir un remaniement. La charpente pourrait avoir brûlé et avoir été refaite dans le style typique du XVIe (croix de Saint André, coyaux, etc.). Il reste encore une lucarne d’escalier du XVIe où sont sculptées des colonnes à chapiteaux décorés de feuilles d’acanthe.
Avec les XVIIe et XVIIIe siècles, le logis connait des transformations. Une cuisine est rajoutée côté nord (à laquelle sera adjoint plus tard un four à pain), on y observe un linteau de cheminée à corbeaux légèrement sculptés. On note la présence d'un évier en ardoise intégré au mur sous une fenêtre. À ce bâtiment sont intégrées des latrines. Côté sud, un grand bâtiment transformé au XIXe en étable est élevé. D’autres bâtiments sont bâtis comme le montre le cadastre napoléonien de 1824. L’ouverture de grandes fenêtres à la place des étroites fenêtres à l’étage côté sud-ouest montrent le désir d’avoir plus de confort. Il est certain que la façade ouest a connu un arasement de ses fenêtres, arasement auquel a échappé la lucarne. Les intérieurs sont remodelés et le logis comprend par niveau trois pièces un peu plus étroites. Un potager en tuffeau et carreaux de faïence bleue (XVIIIe) est construit dans l’ancienne cuisine.  
La Seigneurie passe au XVIIIe entre les mains de René III de Champagné, chevalier, seigneur-châtelain de Moyré (Sœurdres) et des Tuffades. La famille de Champagné, de vieille extraction chevaleresque, est une des familles possédant la plupart des fiefs et seigneuries de cette aire du Haut-Anjou. 

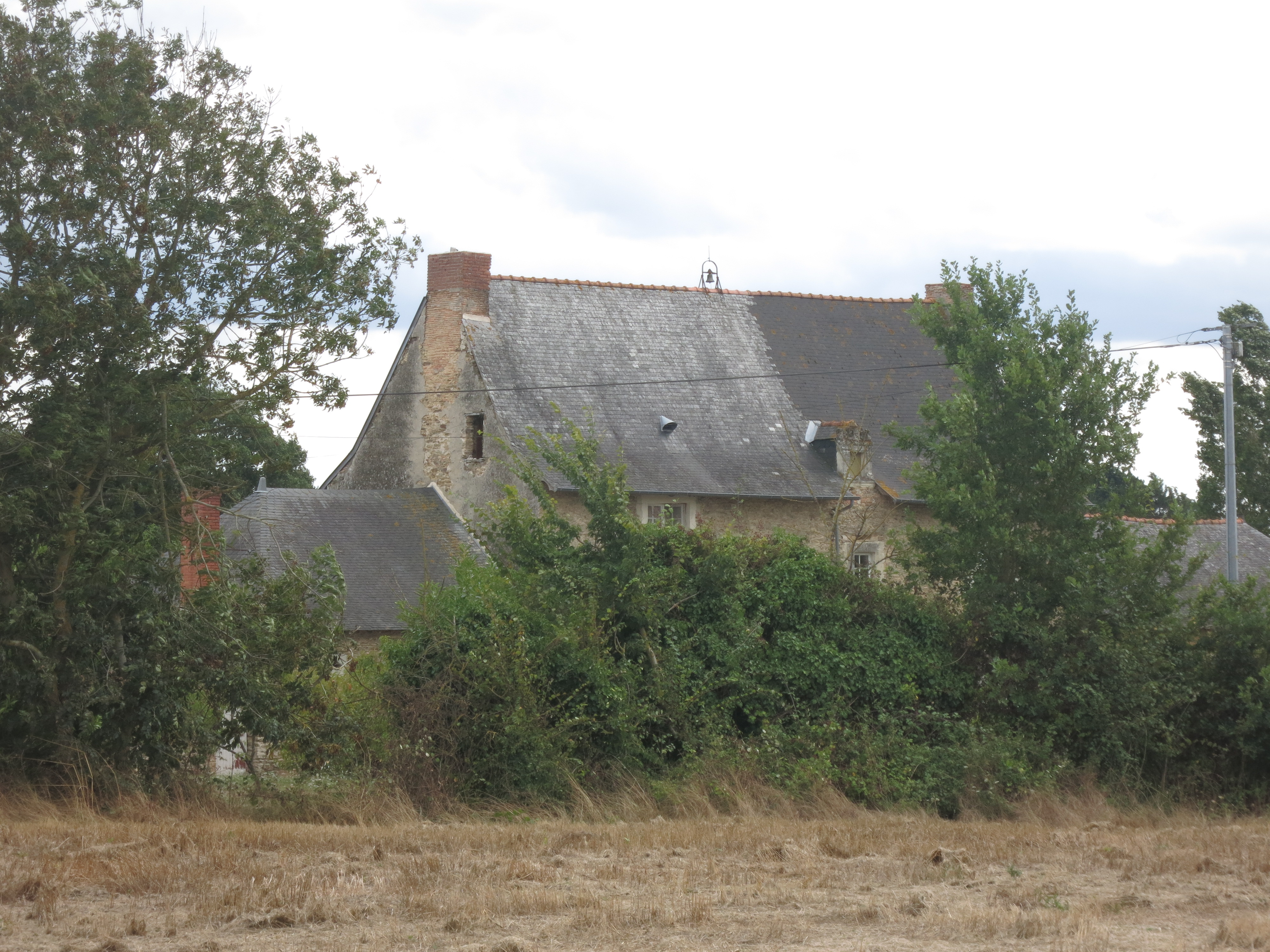

À partir de la fin du XVIIIe siècle, les Tuffades ne sont plus qu’une ferme. Les écuries (détruites en 2000) et les soues sont du XIXe siècle (post cadastre napoléonien de 1824). Le domaine progressivement s’émiette et au milieu du XIXe et les Tuffades sont coupées en deux : d’un côté l’ancien logis noble (La Haute Tuffade), de l’autre la ferme (La Basse Tuffade). 
Depuis les années 2000, La Haute Tuffade a été soumise à deux campagnes de restauration. La première s'est étalée de 2000 à 2008. La seconde a commencé en 2013 et est toujours en cours.  

## Sources
- Célestin Port, Dictionnaire historique géographique et biographique de Maine-et-Loire, 1874 1878, Édition révisée de 1996 par André Sarazin et Pascal Tellier
- François-Alexandre Aubert de la Chesnaye des Bois, Dictionnaire de la noblesse, contenant les généalogies, l'histoire et la chronologie des familles nobles de France : Volume 15. 1786 page 186
- Archives départementales de Maine-et-Loire : Cadastre napoléonien
- http://www.odile-halbert.com/Famille/Lefebvre.pdf